# La ley del corazón
 (срп. Закон срца) колумбијска је теленовела, продукцијске куће RCN Televisión, снимана 2016.

## Синопсис
Серија се одвија у успјешној адвокатској фирми специјализираној за породично право, посвећену случајевима раздвајања и опште породичним и односним сукобима. Пабло Домингез, партнер у фирми Кабал-Ортега-Домингез и сарадници, пролази кроз тешку ситуацију у свом животу када се одваја од своје супруге Химене. Одједном, адвокат упознаје своју колегиницу Хулију Ескаљон, која се спрема да се уда за Камила Бореру, али судбина ће јој промијенити живот и приближити је Паблу. У емисији се налази љубавни троугао између Химене, Пабла и Камила, као и обрта у љубавним животима других адвоката у фирми, а њихови лични животи често се огледају у правним предметима које бране.

## Улоге
| Глумац:              | Улога:                  |
| -------------------- | ----------------------- |
| Лусијано Д'Алесандро | Пабло Домингез          |
| Лаура Лондоњо        | Хулија Ескаљон          |
| Себастијан Мартинез  | Камило Бореро           |
| Иван Лопез           | Николас Ортега          |
| Мабел Морено         | Марија дел Пилар Гарсес |
| Лина Техеиро         | Каталина Мехија         |
| Родриго Кандамил     | Алфредо Дуперли         |
| Мануел Сармијенто    | Иван Естефан            |
| Марио Руиз           | Елијас Родригез         |
| Јесенија Валенсија   | Роса Феро               |
| Карлос Бенхумеа      | Ернандо Кабал           |
| Јуди Енрикез         | Кармен                  |
| Хуан Пабло Бараган   | Маркос Тибата           |